# غوتاريندورا
بلدية غوتاريندورا (بالإسبانية: Gotarrendura) هي بلدية تقع في مقاطعة آبلة التابعة لمنطقة قشتالة وليون وسط إسبانيا.

## الديموغرافيا
يبلغ عدد سكان بلدية غوتاريندورا 173 نسمة عام 2011 (وفقاً للمعهد الوطني للإحصاء الإسباني).
| 190 | 180 | 173 | 190 | 191 | 196 | 173 |

## أعلام
- تيريزا الأفيلاوية